# José Salomón Rondón
José Salomón Rondón Giménez (* 16. září 1989 Caracas), známý jako Salomón Rondón, je venezuelský profesionální fotbalista, který hraje na pozici útočníka za anglický klub Everton FC a za venezuelský národní tým.

## Klubová kariéra
Začínal ve venezuelském klubu Aragua FC, odkud odešel do španělského druholigového klubu UD Las Palmas. V roce 2010 ho koupila prvoligová Málaga CF, v jejímž dresu se stal s 12 brankami nejlépe střílejícím nováčkem a také historicky nejlepším Venezuelanem Primera División. Pomohl také týmu vyhrát turnaj Trofeo Costa del Sol v letech 2010 a 2011. Po sezóně Primera División 2011/12, kdy Málaga skončila na čtvrtém místě a vybojovala tak poprvé v historii postup do Ligy mistrů, přestoupil do Rubinu Kazaň za deset milionů eur, což je rekordní cena za venezuelského hráče. Pěti brankami pomohl Rubinu postoupit do čtvrtfinále Evropské ligy 2012/13. S petrohradským Zenitem získal ruský titul v roce 2015 a hrál opět čtvrtfinále Evropské ligy 2014/15.
V srpnu 2015 přestoupil do anglického klubu West Bromwich Albion.

## Reprezentační kariéra
Reprezentoval Venezuelu na mistrovství světa ve fotbale hráčů do 20 let 2009, kde vstřelil hattrick v zápase proti Tahiti a skóroval také v osmifinále proti Spojeným arabským emirátům, které Venezuelané prohráli 1:2. Za A-tým nastoupil na turnaji Copa América 2011 (vstřelil jeden gól, jeho tým obsadil čtvrté místo) a Copa América 2015 (jeden gól, deváté místo), kde byl zvolen direktoriátem turnaje do nejlepší jedenáctky skupinové části.
Dne 28. ledna 2022 zaznamenal v kvalifikačním zápase o mistrovství světa hattrick a pomohl mužstvu Venezuely porazit před domácím publikem Bolívii 4:1. Na postupové místo zaručující účast na závěrečném turnaji v Kataru chyběly Venezuele tři kola před koncem čtyři body.

## Styl hry
Je silovým typem hráče, prosazujícím se hlavně ve vzdušných soubojích.